# 藍空大音楽祭 〜the very best of aobozu〜 at 日本武道館
『藍空大音楽祭 〜the very best of aobozu〜 at 日本武道館』（あおぞらだいおんがくさい ザ・ベリー・ベスト・オブ・あおぼうず アット 日本武道館）は、日本のロックバンド藍坊主の3枚目のライヴDVD。2011年12月7日にトイズファクトリーからリリースされた。

## 概要
- 前作から約1年ぶりのライブDVDであり、13thシングル「生命のシンバル」と同時発売。
- バンド初のベストアルバム「the very best of aobozu」リリース後に行われた、藍坊主初の日本武道館ワンマンライブ「藍空大音楽祭〜the very best of aobozu〜」の公演の映像を収録。
- ベストアルバム「the very best of aobozu」収録曲を中心に構成、収録。
- 楽曲完全ノーカット収録とされており、アンコールを合わせ全21曲が収録されている。

## 収録映像
1. ハローグッバイ
(作詞:佐々木健太、作曲:藤森真一)
初出:4thシングル (2006年10月18日) / 4thアルバム「フォレストーン」 (2008年4月2日)
2. ラストソング
(作詞・作曲:佐々木健太)
初出:5thアルバム「ミズカネ」 (2010年2月17日)
3. ガーゼ
(作詞・作曲:佐々木健太)
初出：2ndアルバム「ソーダ」 (2005年5月18日)
4. 鞄の中、心の中
(作詞・作曲:藤森真一)
初出:1stアルバム「ヒロシゲブルー」 (2004年5月12日)
5. 春風
(作詞・作曲:藤森真一)
初出：1stアルバム「ヒロシゲブルー」(2004年5月12日)
6. 僕と同じ
(作詞・作曲:藤森真一)
初出：1stデモテープ「藍坊主」
7. 桜の足あと
(作詞:佐々木健太、作曲:藤森真一)
初出：3rdシングル (2006年3月15日) / 3rdアルバム「ハナミドリ」 (2006年4月26日)
8. シータムン
(作詞・作曲:佐々木健太)
初出：5thシングルc/w曲 (2007年2月28日)
9. あさやけのうた
(作詞:佐々木健太、作曲:藤森真一)
初出：11thシングル (2010年11月10日)
10. すべては僕の中に、すべては心の中に
(作詞・作曲:藤森真一)
初出:11thシングル (2010年11月10日)
11. 雨の強い日に
(作詞・作曲:藤森真一)
初出：2ndアルバム「ソーダ」 (2005年5月18日)
12. ジムノペディック
(作詞・作曲:佐々木健太)
初出：3rdアルバム「ハナミドリ」 (2006年4月26日)
13. 瞼の裏には
(作詞・作曲:藤森真一)
初出：2ndアルバム「ソーダ」 (2005年5月18日)
14. ウズラ
(作詞・作曲:佐々木健太)
初出:メジャー1stシングル (2005年3月16日) / 2ndアルバム「ソーダ」 (2005年5月18日)
15. 星のすみか
(作詞:佐々木健太、作曲:佐々木健太・藤森真一)
初出:12thシングル (2011年4月27日)
16. セブンスター
(作詞・作曲:佐々木健太)
初出:インディーズ1stアルバム「藍坊主」 (2003年2月12日)
17. 伝言
(作詞・作曲:藤森真一)
初出:10thシングル (2010年1月13日) / 5thアルバム「ミズカネ」 (2010年2月17日)
18. 涙が滲む理由
(作詞・作曲:藤森真一)
EN1、初出:6thアルバム「ノクティルカ」 (2012年4月18日)
19. 忘れないで
(作詞・作曲:佐々木健太)
EN1、初出:ベストアルバム「the very best of aobozu」(2011年4月27日)
20. マザー
(作詞・作曲:佐々木健太)
EN2、初出：8thシングル (2008年11月12日) / 5thアルバム「ミズカネ」 (2010年2月17日)
21. スプーン
(作詞・作曲:藤森真一)
EN2、初出:2ndシングル (2005年11月23日) / 3rdアルバム「ハナミドリ」 (2006年4月26日)